# Camptochilus
Camptochilus is een geslacht van vlinders van de familie venstervlekjes (Thyrididae).

## Soorten
- C. bisulcus Chu & Wang, 1992
- C. decorata Warren, 1899
- C. funifera Warren, 1898
- C. reticulata (Moore, 1888)
- C. semifasciata Gaede, 1932
- C. trilineatus Chu & Wang, 1992